# Zheng Geping
Pour les articles homonymes, voir Zheng (homonymie).
Dans ce nom chinois, le nom de famille, Zheng, précède le nom personnel.
Zheng Geping (郑各评) (27 mai 1964) est un acteur originaire de Singapour. Jusqu'en 1995, il était connu sous le nom de Quah Cheng Hock. Il est marié à Hong Huifang et a deux enfants : un fils, Calvert, et une fille, Tay Ying.

## Filmographie
2007
- Like Father Like Daughter
- Taste of Love

2003
- Holland V

## Récompense
Meilleur acteur en 2007[Quoi ?]